# Suho
Kim Jun-myeon (hangul: 김준면; hanja: 金俊勉; rr: Gim Jun-myeon; MR: Kim Chun-myŏn; nascido em 22 de maio de 1991), mais conhecido na carreira musical por seu nome artístico Suho (hangul: 수호; lit. "guardião"), é um cantor e ator sul-coreano. Foi apresentado como líder do grupo EXO em fevereiro de 2012, estreando oficialmente em abril do mesmo ano. Iniciou sua carreira como ator em janeiro de 2014 na série de televisão Prime Minister and I da KBS2, interpretando Han Tae-woong.

## Vida e carreira

### 1991–2016: Primeiros anos, Exo e trabalhos na televisão
Suho nasceu em 22 de maio de 1991 em Seul, Coreia do Sul. Durante sua juventude, Suho foi o presidente da classe de sua escola e o vice-presidente do conselho da escola. Também foi vice-presidente de sua escola no ensino médio; no entanto, deixou sua posição após ter sido contratado pela SM Entertainment. Tornou-se trainee da agência através do S.M. Casting System em 2006, quando tinha 16 anos de idade, depois de ser descoberto nas ruas por um um manager de casting da S.M.. Em julho de 2007, apareceu como um personagem de apoio no filme do Super Junior, Attack on the Pin-Up Boys. Em 2008, fez uma breve aparição no vídeo musical de "HaHaHa Song" do TVXQ.
Em 2009, começou a frequentar a Universidade Nacional de Artes da Coreia, onde foi classificado no top 50 de 400 alunos, no entanto, retirou-se em 2011 e continuou seu ensino na Kyung Hee Cyber University, onde teve aulas para a Cultura e Departamento de Arte da Administração de Empresas.
Suho foi apresentado como membro do grupo EXO em 15 de fevereiro de 2012, dias depois do lançamento do primeiro single do grupo, "What Is Love", que ocorreu em 30 de janeiro. O lançamento do segundo single, intitulado "History", ocorreu em 9 de março do mesmo ano. O grupo realizou um showcase de pré-estreia no Estádio Olímpico de Seul, em 31 de março, cem dias após o lançamento do primeiro trailer de sua estréia em 21 de dezembro de 2011. O showcase foi realizado para cerca de 3.000 fãs de 8.000 candidatos selecionados para assistir suas performances. O grupo realizou uma conferência de imprensa e mostrou suas performances no Grande Salão da Universidade de Economia e Negócios Internacionais em Pequim, China em 1 de abril de 2012. Em novembro de 2013, Suho foi escolhido para dublar o personagem principal, Bernard, no filme natalino Saving Santa, juntamente com Jung Eun-ji e Shin Dong-yup. Pra a trilha sonora original do filme gravou a canção do mesmo nome em colaboração com Jung Eun-ji.

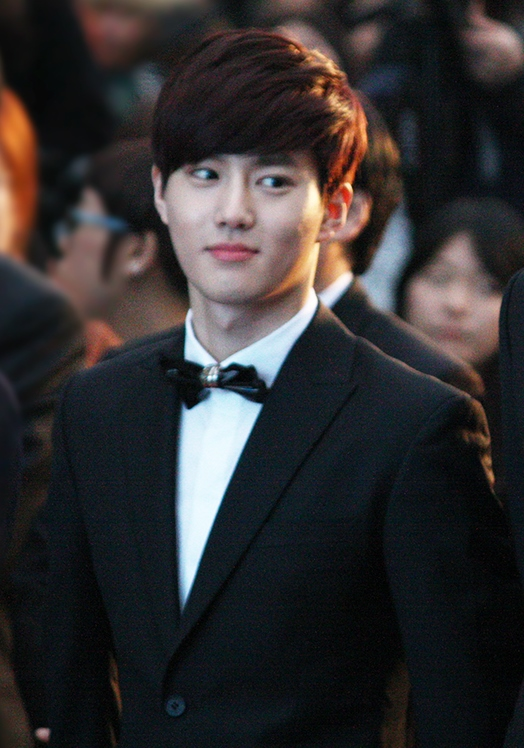
Suho durante o Hallyu Star Street. (março de 2014)

Em janeiro de 2014, participou do drama da KBS2 Prime Minister and I, interpretando Han Tae-woong. Em fevereiro do mesmo ano, Suho tornou-se um apresentador regular do programa de televisão Inkigayo da SBS, juntamente com Baehyun, Kwanghee e a atriz Kim Yoo-jung. Juntamente com Baekhyun deixou o programa em novembro de 2014 para se concentrar nas atividades do EXO. Em agosto de 2014, estrelou o remake do vídeo musical de "To Mother" feito para o EXO 90:2014. Em janeiro de 2015, foi anunciado a sua participação no musical holográfico School OZ, interpretando Hans. O musical estreou em 14 de janeiro no teatro da SMTown, localizado no complexo multicultural da SM no Samsung-dong, em Seul. Sua trilha sonora foi lançada dias depois. Ainda em janeiro, foi confirmado que Suho participaria do show de variedades da KBS, Fluttering India, junto com Minho, Kim Sung-kyu, Lee Jong-hyun, Kyuhyun e Changmin. O programa foi exibido em 10 de abril à 1 de maio 2015, onde o elenco exploram o país.
Em março de 2015, apareceu no vídeo musical da canção "Can You Feel It?" do Super Junior-D&E. Em abril do mesmo ano, estrelou ao lado dos outros membros do EXO a web-série EXO Next Door, também estrelada pela atriz Moon Ga-young. Ainda em abril a SM Entertainment confirmou a sua participação no filme One Way Trip, que estreou no 20th Busan International Film Festival, realizado de 1 à 10 de outubro de 2015. Os ingressos para o filme foram esgotados em 15 minutos. O lançamento em DVD do filme ocorreu em 27 de outubro de 2016. Em julho de 2015, participou do painel de celebridades do programa King of Mask Singer. Em dezembro de 2015, apareceu no vídeo musical de "12:25 (Wish List)" do grupo f(x).
Em fevereiro de 2016, Suho fez uma aparição no vídeo musical da canção "Crossroad" de Jo Kwon. Em junho de 2016, apareceu no Duet Song Festival da MBC ao lado de Lee Se-rin interpretando a canção "What's Wrong". Suho colaborou com Leeteuk, Kassy e o compositor Cho Young-soo na canção "My Hero", lançada em 1 de julho de 2016, como parte do projeto musical da SM Entertainment Station. Ainda em julho, lançou a canção "Beautiful Accident" para a trilha sonora do filme de mesmo nome, em parceria com Chen. Em setembro de 2016, apareceu no programa Idol Chef King, que tem o objetivo de descobrir o melhor cozinheiro no mundo dos ídolos.

### 2017–presente: Sucesso como ator e ascensão nos musicais

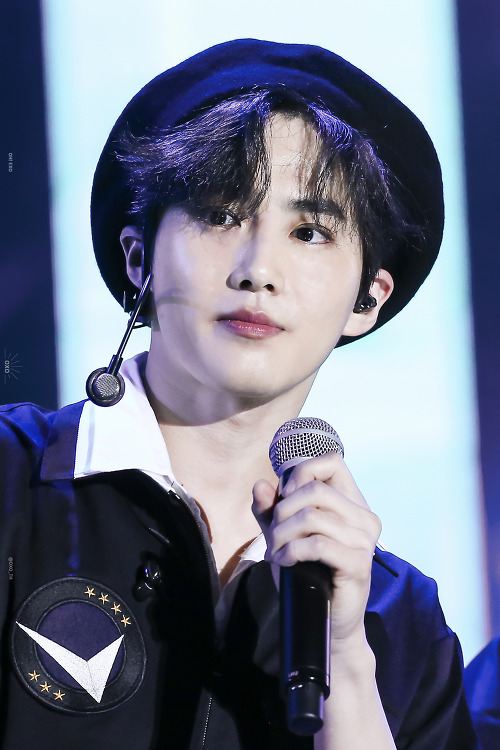
Suho durante o Asia Song Festival. (setembro de 2017)

Em janeiro de 2017, Suho estrelou como o protagonista masculino no drama especial da MBC, The Universe's Star, como parte da trilogia de Three Color Fantasy. Para a trilha sonora do drama lançou a canção "Starlight", em parceria com a cantora indie Remi. Em 3 de fevereiro, lançou um single colaborativo com a pianista de jazz Song Young-joo, titulado "Curtain", sendo a última canção do primeiro ano do projeto Station. Em março de 2017, foi revelado que Suho, ao lado de Xiumin, narraria o documentário Korea From Above para a Mountain TV. O documentário estreou em 3 de abril do mesmo ano através do Naver TV Cast. Em setembro de 2017, confirmou-se que Suho interpretaria o papel masculino principal do filme Middle School Girl A, lançado em 20 de junho de 2018. Em 16 de outubro, foi relatado que Suho estrelaria o musical The Last Kiss de dezembro de 2017 a março de 2018, interpretando o Príncipe Herdeiro Rudolf. Em novembro de 2017 a SM Entertainment confirmou a sua participação na adaptação coreana do drama japonês de 2012 Rich Man, Poor Woman, assumindo o papel principal que foi interpretado por Shun Oguri no original. O drama teve sua estreia em maio de 2018. Sua atuação agradou bastante o público que passou a considerar Suho como um dos atores ídolos de maior sucesso da primeira metade de 2018.
Em março de 2018, Suho colaborou com Jane Jang e lançou duas canções intituladas "Do You Have a Moment" e "Dinner". Ainda em março foi confirmada a sua participação no musical The Man Who Laughs, interpretando Gwynplaine, um personagem puro que tem um rosto de monstro, sendo apresentado de 10 julho à 26 agosto de 2018 no Seoul Arts Centre's Opera House e de 4 de setembro a 28 de outubro do mesmo ano no Seoul Bluesquare Interpark Hall. Suho recebeu uma ovação de pé e um feedback positivo do público por seu papel no primeiro dia do musical.
Em 9 de maio de 2019, foi relatado pelo OSEN que Suho foi nomeado embaixador honorário do 13º Festival Musical Internacional de Daegu (denominado como DIMF). O portal de notícias informou: Como estrela hallyu e ator musical em ascensão, espera-se que Suho mostre forte influência como embaixador do 13º DIMF, que será realizado de 21 de junho a 8 de julho. O festival deste ano será aberto com "Wedding Singer" do Reino Unido e também apresentará musicais e performances da Coreia, Rússia, França, Espanha, China e Taiwan. Suho foi o embaixador honorário do 7º Festival de Filmes de Animais em Suncheonman, realizado de 22 a 26 de agosto. Uma fonte do lado de Suho retransmitiu: "É uma grande honra participar como embaixadora honorária do Animal Film Festival em Suncheonman, da qual sempre quis participar como membro da platéia".
Em 28 de outubro de 2019, é lançado um filme VR intitulado "The Present", no qual Suho desempenhou o papel de um jovem empreendedor Ha-Neul, junto com atores como Shin Ha-kyun e Kim Seul-gi. "The Present" é um filme de comédia que conta a história de jovens que se uniram para levar a cabo uma ideia brilhante quando um homem misterioso do passado aparece na frente deles. Em novembro de 2019, Suho colaborou com BoA, Siwon, J-Min, Sunny, Taemin, Wendy e Doyoung – como parte da SM Town – na canção "This is Your Day (for every child, UNICEF)". A canção foi lançada oficialmente em 20 de novembro, como a primeira faixa do projeto STATION X 4 LOVEs for Winter (2019 SMTOWN Winter). "This is Your Day" é uma faixa de balada pop com progressões dinâmicas de acordes. As letras foram escritas por Yoo Young-jin e expressam suas esperanças de que todas as crianças sejam felizes.
De 17 de janeiro à 15 de fevereiro de 2020, foi ao ar o web drama sino-coreano How Are U Bread, onde deu vida a Han Do-woo, um chef de pastelaria, que faz pão que atende aos desejos das pessoas. Sua participação no drama foi confirmada em abril de 2016. Em meados de fevereiro, a SM Entertainment anunciou que Suho estava se preparando para sua estreia solo. Em 30 de março de 2020, Suho lançou seu EP de estreia, Self-Portrait, se tornando o quarto membro do Exo a estrear como artista solo. O lançamento do EP foi acompanhado do vídeo musical do lead single "Let's Love", que é descrito como uma música de rock moderna com uma atmosfera acolhedora, com letras transmite uma mensagem sobre reunir coragem para expressar o amor, mesmo que você se sinta desajeitado ou inadequado. Suho colaborou na composição das letras de todas as músicas do álbum, usando o pseudônimo SH2O.

## Imagem
Em março de 2016, durante uma conferência de imprensa Choi Jung-yeol, diretor do filme Glory Day, expressou porque escolheu Suho como sua estrela dizendo: "Eu tinha um desejo ambicioso para escolher um ator que poderia trazer o futuro do filme coreano. Também, se eu fosse para lançar uma estrela, eu tinha um desejo para quebrar a imagem normal [que a estrela] tem. No caso Jun-myeon (Suho), correspondeu adequadamente as minhas razões, mas eu me perguntava se os espectadores gostariam se o papel do pobre Sang-woo fosse dado ao Suho, que é chamativo, legal e fornece uma fantasia para seus fãs".
Em julho, setembro e novembro de 2016, a Gallup Korea realizou uma pesquisa nacional (excluindo Jeju), intitulada Top 10 Artists and Top 20 Idols, na qual 1.500 pessoas de 13 a 29 anos foram convidadas a nomear seus artistas favoritos, e Suho ficou na 19ª posição com 2,2% dos votos.
O Korea Business Research Institute revelou o ranking de reputação de junho de 2018 para os atores de drama, que foi determinado através de uma análise de dados da cobertura da mídia, participação, interação e índices comunitários de 100 atores que apareceram em dramas entre 11 de maio e 12 de junho de 2018, onde Suho ocupou a 25ª posição.

## Filantropia
Em janeiro de 2016, Suho juntamente com outros artistas da SM Entertainment participou da campanha "Faça uma promessa", organizada pela UNICEF e Louis Vuitton; segundo o qual 40% dos recursos foram doados através da UNICEF para as crianças carentes.

## Controvérsia
Durante o terceiro concerto do EXO, 'EXO PLANET #3 – The EXO'rDIUM, vários membros tiveram seus rostos colocados sobre figuras históricas de todas as nações para um clipe exclusivo, introdutório. No entanto, os internautas não concordaram muito quando souberam que o rosto de Suho foi incluído no retrato do príncipe Lee Woo (também conhecido como Yi Wu), um príncipe nascido na família imperial da Coreia durante o domínio colonial japonês sobre a Coreia de 1910-1945 . Embora a foto tenha sido usada para todos os shows do EXO, os internautas acharam inadequado que a foto não fosse removida durante o show no Japão em 14 de agosto de 2016, um dia antes do Dia da Independência da Coreia.

## Vida pessoal
Gosta de ouvir funk rock e expressou sua admiração pelo líder do Super Junior, Leeteuk, e pelo líder do TVXQ, Yunho. Em 2015, Suho revelou no programa de viagem da KBS Fluttering India e no V App, em 2016, que é budista.

## Filmografia
| Título                    | Ano  | Papel                    | Notas                   |
| ------------------------- | ---- | ------------------------ | ----------------------- |
| Attack on the Pin-Up Boys | 2007 | Parte da Flower Boy Band | Cameo                   |
| Saving Santa              | 2013 | Bernard                  | Dublagem coreana        |
| SMTOWN The Stage          | 2015 | Ele mesmo                | Documentário da SM Town |
| One Way Trip              | 2016 | Sang-woo                 | Papel principal         |
| Middle School Girl A      | 2018 | Hyun Jae-hee             | Papel principal         |
| The Present               | 2019 | Ha Neul                  | Filme VR                |

| Título               | Ano  | Papel         | Notas                                             |
| -------------------- | ---- | ------------- | ------------------------------------------------- |
| To the Beautiful You | 2012 | Ele mesmo     | Cameo (Ep. 2)                                     |
| Prime Minister and I | 2014 | Han Tae-woong | Cameo (Ep. 10–12)                                 |
| Inkigayo             | 2014 | Ele mesmo     | Co-apresentador                                   |
| EXO Next Door        | 2015 | Suho          | Recorrente; Papel fictício de si mesmo.           |
| Fluttering India     | 2015 | Ele mesmo     | Regular                                           |
| King of Mask Singer  | 2015 | Ele mesmo     | Cameo (Ep. 17–18)                                 |
| Duet Song Festival   | 2016 | Ele mesmo     | Competidor (Ep. 10)                               |
| Idol Chef King       | 2016 | Ele mesmo     | Competidor                                        |
| The Universe's Star  | 2017 | Woo-joo       | Papel principal                                   |
| Korea From Above     | 2017 | Ele mesmo     | Documentário                                      |
| Rich Man             | 2018 | Lee Yoo-chan  | Papel principal                                   |
| How Are U Bread      | 2020 | Han Do-woo    | Papel principalDrama sino-coreano filmado em 2016 |

| Título             | Ano        | Papel                    | Notas               |
| ------------------ | ---------- | ------------------------ | ------------------- |
| School OZ          | 2015       | Hans                     | Musical holográfico |
| The Last Kiss      | 2017– 2018 | Príncipe Herdeiro Rudolf | Papel principal     |
| The Man Who Laughs | 2018– 2020 | Gwynplaine               | Papel principal     |

## Discografia
A discografia de Suho é composta por um álbum de trilha sonora, quatro singles e três aparições em trilhas sonoras.

## Extended plays
| Título        | Detalhes | Melhores posições nas paradas | Melhores posições nas paradas | Melhores posições nas paradas | Vendas         |
| Título        | Detalhes | KOR                           | JPN                           | US World                      | Vendas         |
| ------------- | --- | ----------------------------- | ----------------------------- | ----------------------------- | -------------- |
| Self-Portrait | - Lançamento: 30 de março de 2020 (KOR) - Gravadora(s): SM Entertainment - Formato(s}: CD, download digital, streaming | 1                             | —                             | 13                            | - KOR: 272,698 |

### Álbuns de trilha sonora
| Título                           | Detalhes do álbum |
| -------------------------------- | --- |
| School OZ – Hologram Musical OST | - Lançamento: 20 de janeiro de 2016 - Gravadora(s): SM Entertainment - Formato(s): Download digital Lista de faixas 1. "One Day One Chance" (Max X Luna X Suho X Key X Xiumin X Jo Eun) 2. "One Fine Day" (Max X Luna X Suho X Seulgi X Key X Xiumin X Jo Eun) 3. "Mama" (Max X Luna X Suho X Seulgi X Key X Xiumin X Jo Eun) 4. "Tell Me Your Wish (Genie)" (Max X Luna X Suho X Seulgi X Key X Xiumin X Jo Eun) 5. "Intro-Destination" (Max X Luna X Suho X Seulgi X Key X Xiumin X Jo Eun) 6. "Atlantis Princess" (Seulgi) 7. "Pretty Girl" (Luna X Seulgi) 8. "Evil" (Seulgi X Kim Jae Hwa) 9. "Mr. Simple / I Got A Boy" (Leeteuk X Luna X Suho X Xiumin X Jo Eun) 10. "Twinkle" (Max X Key) 11. "Evil (Reprise)" (Seulgi X Kim Jae Hwa) 12. "Sherlock (Clue + Note)" (Max X Luna X Suho X Key X Xiumin X Jo Eun) 13. "One Day One Chance (OST Ver.)" (Max X Luna X Suho X Key X Xiumin X Jo Eun) 14. "One Dream" (Max X Luna X Suho X Seulgi X Key X Xiumin X Jo Eun) 15. "One Day One Chance (Reprise)" (Max X Luna X Suho X Seulgi X Key X Xiumin X Jo Eun) 16. "Hope" (Max X Luna X Suho X Seulgi X Key X Xiumin X Jo Eun) 17. "Growl / Mirotic" (Max X Luna X Suho X Seulgi X Key X Xiumin X Jo Eun) |

### Canções
| Título                                                                                   | Ano                    | Melhores posições nas paradas | Melhores posições nas paradas | Melhores posições nas paradas | Vendas                 | Álbum                              |
| Título                                                                                   | Ano                    | KOR                           | KOR                           | US World                      | Vendas                 | Álbum                              |
| Título                                                                                   | Ano                    | Gaon                          | Hot 100                       | US World                      | Vendas                 | Álbum                              |
| Como artista principal                                                                   | Como artista principal | Como artista principal        | Como artista principal        | Como artista principal        | Como artista principal | Como artista principal             |
| ---------------------------------------------------------------------------------------- | ---------------------- | ----------------------------- | ----------------------------- | ----------------------------- | ---------------------- | ---------------------------------- |
| "My Hero" (나의 영웅) (com Leeteuk X Kassy X Cho Young-soo)                              | 2016                   | 177                           | —                             | —                             | —                      | S.M. Station Season 1              |
| "Curtain" (커튼) (com Song Young-joo)                                                    | 2017                   | 74                            | —                             | 16                            | - KOR: 70,125          | S.M. Station Season 1              |
| "Do You Have a Moment" (실례해도 될까요) (com Jane Jang)                                 | 2018                   | 91                            | 85                            | —                             | —                      | Mystic Listen                      |
| "Dinner" (com Jane Jang)                                                                 | 2018                   | —                             | —                             | —                             | —                      | Lançamento sem álbum               |
| "Let's Love" (사랑, 하자)                                                                | 2020                   | 7                             | —                             | —                             | —                      | Self-Portrait                      |
| Aparições em trilhas sonoras                                                             |                        |                               |                               |                               |                        |                                    |
| "Saving Santa" (세이빙산타)                                                              | 2013                   | —                             | —                             | —                             | —                      | Saving Santa OST                   |
| "Beautiful Accident" (美好的意外) (com Chen)                                             | 2016                   | —                             | —                             | —                             | —                      | Beautiful Accident OST             |
| "Starlight" (낮에 뜨는 별) (featuring Remi)                                              | 2017                   | —                             | —                             | —                             | - CHN: 37,087          | The Universe's Star OST            |
| Outras aparições                                                                         |                        |                               |                               |                               |                        |                                    |
| "Beautiful"                                                                              | 2014                   | 75                            | —                             | —                             | - KOR: 18,675          | Exology Chapter 1: The Lost Planet |
| "Playboy"                                                                                | 2019                   | —                             | —                             | —                             | —                      | Exo Planet 4 - The EℓyXiOn (dot)   |
| "This is Your Day" (for every child, UNICEF) (como parte do SM Town)                     | 2019                   | —                             | —                             | —                             | —                      | Lançamento sem álbum               |
| "—" indica lançamentos que não figuraram nas paradas ou não foram lançados nessa região. |                        |                               |                               |                               |                        |                                    |

### Composições
|  | Indica lançamento como single |

| Canção                                   | Ano  | Álbum                | Artista           | Letra     | Letra                                               |
| Canção                                   | Ano  | Álbum                | Artista           | Creditado | Com                                                 |
| ---------------------------------------- | ---- | -------------------- | ----------------- | --------- | --------------------------------------------------- |
| "O2"                                     | 2020 | Self-Portrait        | Suho              | Sim       | DJ HotBoyzZz (Cliff Lin, Ryan Colt Levy, Bryan Cho) |
| "Do You Have a Moment" (실례해도 될까요) | 2018 | Mystic Listen        | Suho Jane Jang    | Sim       | Jang Jae-in                                         |
| "Dinner"                                 | 2018 | Lançamento sem álbum | Suho Jane Jang    | Sim       | Jang Jae-in                                         |
| "For You Now" (너의 차례)                | 2020 | Self-Portrait        | Suho feat. Younha | Sim       | Bang Hye-hyun (Jam Factory) JUNNY                   |
| "Let’s Love" (사랑, 하자)                | 2020 | Self-Portrait        | Suho              | Sim       | Noday Aisle Park Moon-chi                           |
| "Made In You"                            | 2020 | Self-Portrait        | Suho              | Sim       | minGtion JUNNY                                      |
| "Self-Portrait" (자화상)                 | 2020 | Self-Portrait        | Suho              | Sim       | B-Rock (CLEF) J-Lin (CLEF) ALBN (CLEF) CLEF CREW    |
| "Starry Night" (암막 커튼)               | 2020 | Self-Portrait        | Suho              | Sim       | Jo Yoon-kyung                                       |

### Vídeos musicais
| Como artista principal                   | Como artista principal | Como artista principal      | Como artista principal                                |
| Canção                                   | Ano                    | Outro(s) Artista(s)         | Notas                                                 |
| ---------------------------------------- | ---------------------- | --------------------------- | ----------------------------------------------------- |
| "나의 영웅 (My Hero)"                    | 2016                   | Leeteuk Kassy Cho Young-soo |                                                       |
| "커튼 (Curtain)"                         | 2017                   | Song Young-joo              |                                                       |
| "실례해도 될까요 (Do You Have a Moment)" | 2018                   | Jane Jang                   |                                                       |
| "Dinner"                                 | 2018                   | Jane Jang                   |                                                       |
| "Let's Love"                             | 2020                   | —                           |                                                       |
| Vídeos de trilhas sonoras                |                        |                             |                                                       |
| "세이빙산타 (Saving Santa)"              | 2013                   | —                           | Para a trilha sonora do filme Saving Santa            |
| "美好的意外 (Beautiful Accident)"        | 2016                   | Chen                        | Para a trilha sonora do filme Beautiful Accident      |
| "낮에 뜨는 별 (Starlight)"               | 2017                   | feat. Remi                  | Para a trilha sonora de The Universe's Star Versão 1  |
| "낮에 뜨는 별 (Starlight)"               | 2017                   | feat. Remi                  | Contendo apenas cenas de The Universe's Star Versão 2 |
| Aparições em vídeos musicais             |                        |                             |                                                       |
| "HaHaHa Song"                            | 2008                   | TVXQ                        |                                                       |
| "To Mother (Dear Mom)"                   | 2014                   | g.o.d                       | Remake feito para EXO 90:2014                         |
| "촉이와 (Can You Feel It?)"              | 2015                   | Super Junior-D&E            |                                                       |
| "12시 25분 (Wish List)"                  | 2015                   | f(x)                        |                                                       |
| "Crosswalk (횡단보도)"                   | 2016                   | Jo Kwon                     |                                                       |
| "The One"                                | 2016                   | Exo-CBX                     |                                                       |

## Prêmios e indicações
| Ano  | Prêmio                                         | Categoria                            | Trabalho nomeado     | Resultado | Ref.    |
| ---- | ---------------------------------------------- | ------------------------------------ | -------------------- | --------- | ------- |
| 2016 | Click!StarWars TheFactNews Year-End Awards     | Popular K-pop Star Award             | Ele mesmo            | Venceu    | [ 100 ] |
| 2018 | 3rd Asia Artist Awards                         | Best Actor                           | Ele mesmo            | Indicado  | [ 101 ] |
| 2018 | 7th Yegreen Musical Awards                     | Best New Male Actor                  | The Man Who Laughs   | Indicado  | [ 102 ] |
| 2018 | 7th Yegreen Musical Awards                     | Popularity Award (Actor)             | The Man Who Laughs   | Venceu    | [ 103 ] |
| 2018 | 10th Melon Music Awards                        | Hot Trend Award (com Jane Jang)      | Do You Have a Moment | Indicado  | [ 104 ] |
| 2018 | Stagetalk Audience Choice Awards               | Best Male Rookie Musical Actor Award | The Man Who Laughs   | Venceu    | [ 105 ] |
| 2019 | Asia Culture Awards                            | Male Rookie Actor                    | The Man Who Laughs   | Venceu    | [ 106 ] |
| 2019 | 3rd Korea Musical Awards                       | Male Rookie Award (Daesang)          | The Man Who Laughs   | Venceu    | [ 107 ] |
| 2019 | 13th DIMF Awards                               | DIMF PR Ambassador                   | Ele mesmo            | Venceu    | [ 108 ] |
| 2019 | 15th JIMFF Awards                              | Discovery of the Year - Male Actor   | Middle School Girl A | Venceu    | [ 109 ] |
| 2019 | 4th International Film Festival & Awards Macao | Token Of Appreciation                | Ele mesmo            | Venceu    | [ 110 ] |